# Ценнер, Фриц
Фриц Ценнер (нем. Fritz Zenner; 20 февраля 1900, Нечкау, Королевство Саксония — 21 мая 1989, Нечкау, Карл-Маркс-Штадт) — немецкий художник-график. Родственник художника, фотографа, издателя, кинематографиста и коллекционера Лотара Гюнтера Буххайма.

## Биография
Рано потерял отца, из-за этого не смог получить формальное художественное образование. В 1924 году окончил учительскую семинарию в Плауэне. С 1921 года работал помощником учителя, затем учителем в различных школах Фогтланда. Параллельно с основной деятельностью преподавателя естественных дисциплин, обучал школьников рисованию. С 1925 года участвует в выставках, сперва в Фогтланде, позднее и за его пределами. В 1938 году женился на Лотте Хермсдорф, впоследствии также учительнице. В 1942 году состоялась первая персональная выставка Ценнера в помещении Фогтландского окружного музея в Плауэне. В 1948-м запечатлел в рисунках восстановление моста Эльстертальбрюкке. Установленные в 1963 году на мосту памятные доски выполнены по его рисункам.
В 1953 году был принят в Союз художников ГДР. После смерти завещал свои работы Фогтландскому музею в Плауэне. Большую их часть составляют рисунки с видами Фогтланда.
В 2000 году, к столетию со дня рождения художника, его именем была названа улица в родном городе.

## Публикации
- Zenner, Fritz. Das Vogtland in Zeichnungen von Fritz Zenner (нем.) / mit e. Einf. von Rudolf Donnerhack. — Plauen: Vogtländ. Kreismuseum, 1970. — альбом рисунков.
- Zenner, Fritz. Pöhl: die Talsperre und das ehemalige Dorf in Zeichnungen (нем.). — Plauen: Vogtländ. Kreismuseum, 1990. — альбом рисунков.